# Aliso (Vulkan)
Der Aliso ist ein 4267 Meter hoher Schichtvulkan.
Der Vulkan liegt in den Ostkordilleren am östlichen Fuß der ecuadorianischen Anden, östlich des Vulkans Antisana und südwestlich der Stadt Baeza.
Ausbrüche werden auf den Beginn der christlichen Jahreszählung und auf 2450 v. Chr. datiert.